# 崔騰 (北朝)
崔腾（?—?），北魏官员，出自博陵崔氏。
崔腾早年有名誉，历任清要之官，永熙三年（534年），魏孝武帝西迁，崔腾为丞相宇文泰府长史。西魏文帝即位后，崔腾投书议论朝廷，与御史中丞董绍同被赐死。